# Elezioni presidenziali in Mauritania del 1997
Le elezioni presidenziali in Mauritania del 1997 si tennero il 12 dicembre.

## Risultati
| Candidati                   | Partiti                                              | Voti    | %     |
| --------------------------- | ---------------------------------------------------- | ------- | ----- |
| Maaouya Ould Sid'Ahmed Taya | Partito Repubblicano Democratico e Sociale           | 801 190 | 90,94 |
| Chbih Ould Cheikh Malainine | Indipendente                                         | 61 869  | 7,02  |
| Moulaye El Hacen Ould Jeid  | Partito Mauritano per il Rinnovamento e la Concordia | 8 165   | 0,93  |
| Mohammed Mahmoud Ould Mah   | Unione Popolare Sociale e Democratica                | 6 443   | 0,73  |
| Kane Amadou Moctar          | Partito per la Libertà, l'Eguaglianza e la Giustizia | 3 342   | 0,38  |
| Totale                      | Totale                                               | 881 009 | 100   |

- Le fonti disponibili mostrano dati tra loro discordanti.